# Sylvain Idangar
Sylvain Idangar (* 8. März 1984 in Paris) ist ein französischer ehemaliger Fußballspieler tschadischer Abstammung auf der Position eines Stürmers und Mittelfeldspielers.

## Karriere
Idangars Profikarriere begann im Jahre 2003 bei Olympique Lyon. Zuvor durchlief er bereits die Jugendabteilungen des Vereins. Jedoch konnte er in seiner ersten Saison weder in der Ligue 1 noch im Pokal ein Spiel für die Lyoner absolvieren. Einzig in der Champions League durfte er einmal auflaufen. Am 8. Dezember 2004 gab er sein Debüt beim 5:0-Sieg gegen Sparta Prag, wobei auch er ein Tor beisteuerte. Für die folgende Spielzeit wurde er in die Ligue 2 zum Valenciennes FC ausgeliehen. Doch auch dort konnte er sich nicht durchsetzen und lief nur fünf Mal auf. Im Sommer 2006 kehrte er wieder zurück nach Lyon, schaffte den Durchbruch aber nie und spielte hauptsächlich für das Reserveteam. Nach der Spielzeit 2006/07 war sein Vertrag ausgelaufen. Er wechselte anschließend zu Al-Watani in Saudi-Arabien, bevor er im Sommer 2008 nach Algerien zur ES Sétif wechselte. Die Station Algerien verließ er allerdings bald darauf wieder, um nach Frankreich zurückzukehren, wo er kurzzeitig in der dritthöchsten Spielklasse bei SO Cassis Carnoux vertreten war. 2010 und 2011 folgten schließlich Kurzstationen bei CD Feirense in Portugal und bei FC Bangkok Glass in Thailand. Nach seiner letzten Station in Thailand, die er im Sommer 2011 verließ, ist seine weitere Vereinszugehörigkeit unbekannt; laut verschiedensten Medienberichten soll er danach vereinslos geworden sein.
Mitte Januar 2013 schloss er sich schließlich zurück in Frankreich dem unterklassigen Klub Vénissieux FC. Zur neuen Saison ging es dann weiter zum FC Limonest und die erste Hälfte der Runde 2014/15 spielte er für Lyon – La Duchère, bis es für den Rest dieser und der darauffolgenden Saison zum FC Bords de Saône ging. Ab der Saison 2016/17 schlug er wieder bei Limonest und machte von Anfang 2018 bis Februar 2021 erst einmal eine Pause vom Fußball. Seitdem steht er wieder im Kader von Vénissieux.